# Aghbalou
Aghbalou (franska: Aghbalou (CR), Aghbalou (Commune Rurale), arabiska: واد الرمان) är en kommun i Marocko.   Den ligger i provinsen Midelt och regionen Drâa-Tafilalet, 210 km sydost om huvudstaden Rabat. Antalet invånare är 6 589.